# Eriçó groc
L'eriçó groc (Echinospartum horridum) és una espècie de planta de la família de les fabàcies.

## Descripció

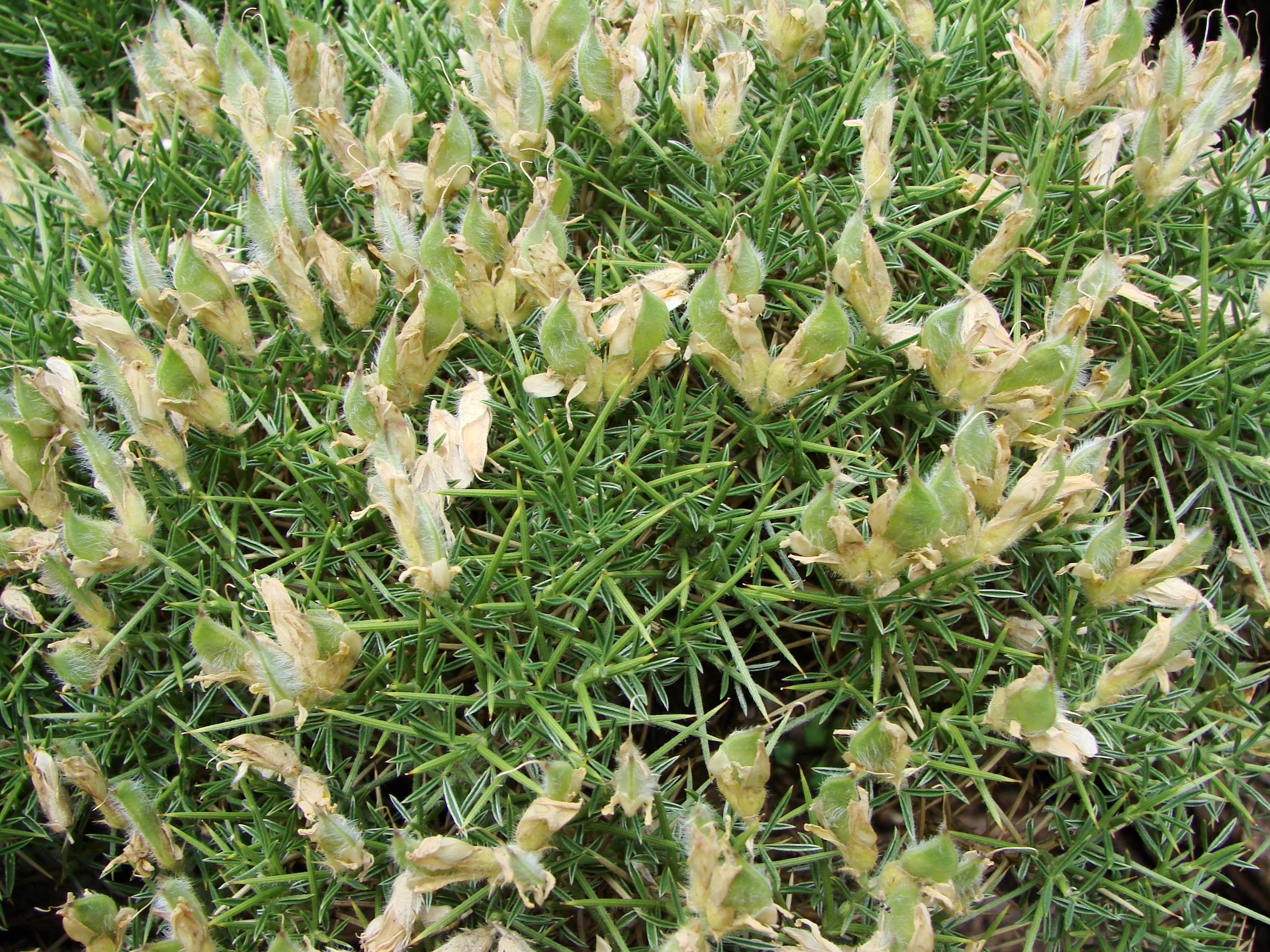
Vista de la planta

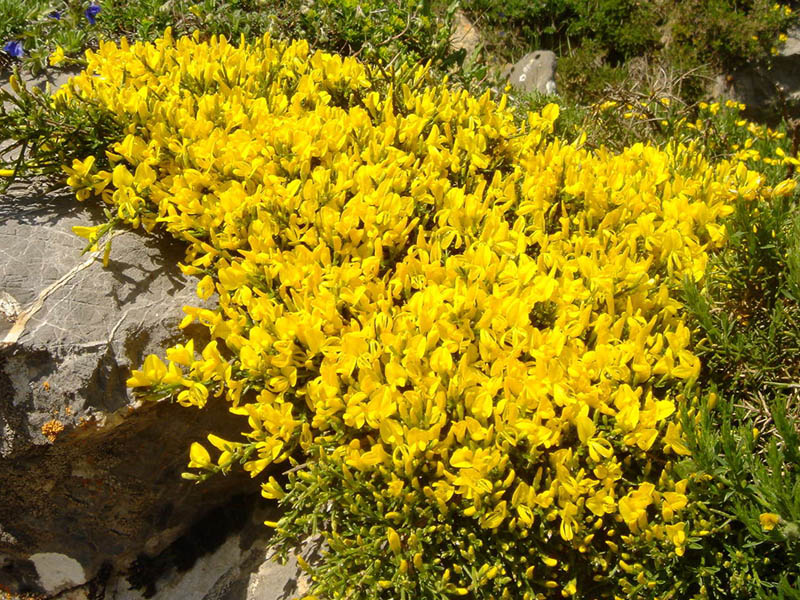
Planta en flor

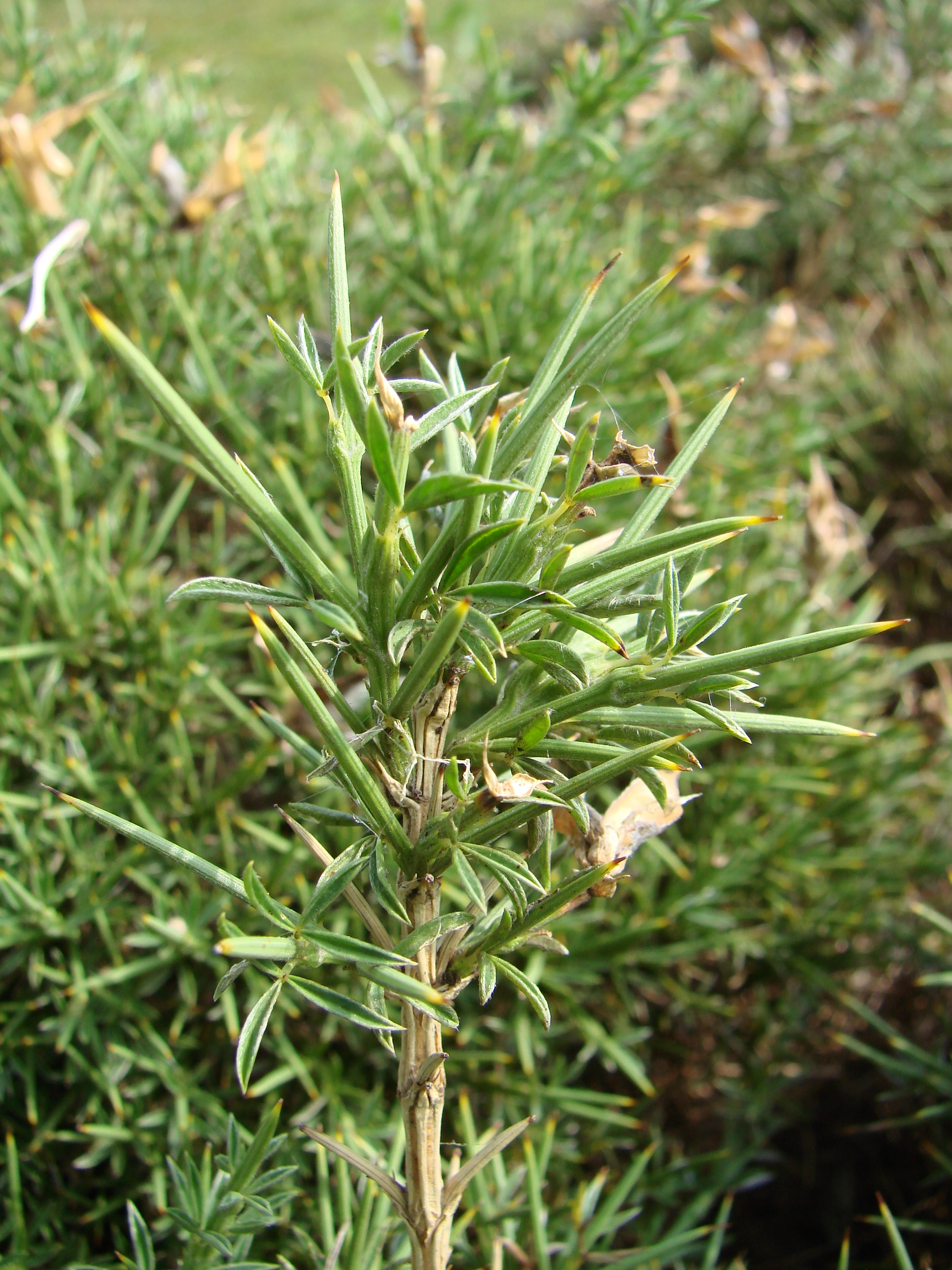
Vista pròxima de la planta

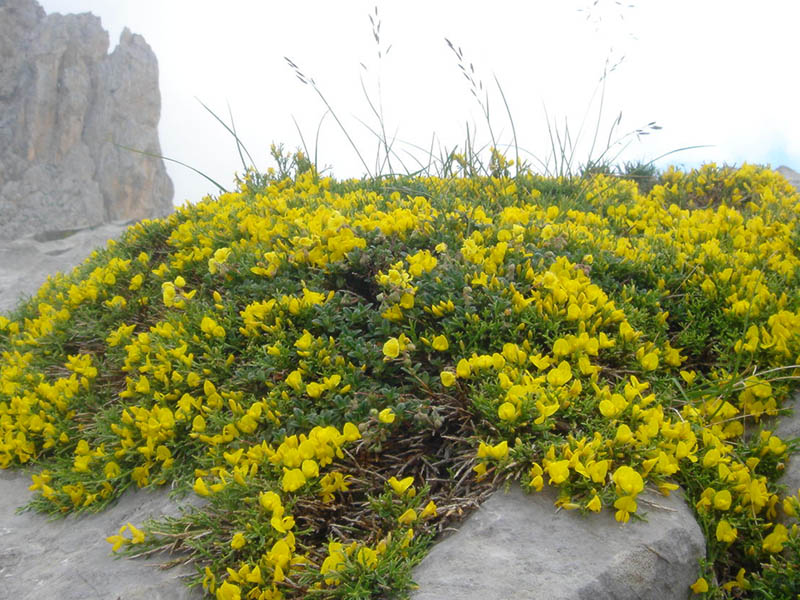
Al seu hàbitat

Arbust rabassut, vivaç, amb forma de coixí, densament espinós, que arriba a mesurar fins a uns 40 cm d'alçada. Les branques són molt denses i estan armades d'espines rígides. Creixen uns al costat dels altres ocupant extenses superfícies. Cada fulla està formada per un conjunt de 3 folíols petits, amb forma de punta de llança, piloses per sota. Les flors s'agrupen per parelles, encara que a vegades són solitàries. Són de color groc viu sobre brots curts i mancats d'espines. Els fruits es troben en una beina o llegum cobert de pèls sedosos. Floreix a l'estiu i la tardor. Amb 4 anys adquireix aquesta forma de bola espinosa i als 30 o 40 anys de vida comença a assecar-se pel centre fins a morir. La crema de matollars per a crear pastures afavoreix aquesta espècie, que recolonitza al cap d'uns anys. Els pastors cremaven periòdicament aquesta espècie per a obtenir pastures.

## Distribució i hàbitat
Aquesta espècie és endèmica del Massís Central francès i dels Pirineus. La seva àrea espanyola es limita al Pirineu central i occidental (des de Leoz i Vall de Roncal fins a la Ribagorça lleidatana).
Habita a pedregars, prats i a sobre roques calcàries. És una planta amant de la llum. Colonitza terrenys erosionats o incendiats i ocupa sempre zones assolellades, no resistint l'ombra. Suporta la sequedat que causen els vents, les gelades i els freds. Germina molt bé després dels incendis. Aquesta espècie s'acompanya de ginebre comú, boixerola, espernallac a algunes zones i diverses herbàcies com Teucrium pyrenaicum, Teucrium polium, Crepis albida, Plantago lanceolata i Hippocrepis comosa.

## Taxonomia
Echinospartum horridum va ser descrita per (Vahl) Rothm. i publicada a Botanische Jahrbücher für Systematik, Pflanzengeschichte und Pflanzengeographie 72: 83. 1941.

### Etimologia
- Echinospartum: nom genèric que deriva del grec: echînos; llatinitzat echinus, "eriçó, marí i terrestre, cúpula de les castanyes, etc."; i el gènero Spartium L. Les plantes d'aquest gènere freqüentment són espinoses i arrodonides.[5]
- horridum: epítet llatí que significa "espinós, eriçat".[6]

### Sinonímia
- Genista horrida (M. Vahl) DC.
- Cytisanthus horridus (Vahl) Gams[7]

### Citologia
Nombre de cromosomes de l'espècie Echinospartum horridum (Fam. Leguminosae) i tàxons infraespecífics: n = 22; 2n = 44.